# Quisarctus yasumurai
Sous-famille
Genre
Espèce
Quisarctus yasumurai, unique représentant du genre Quisarctus et de la sous-famille des Quisarctinae, est une espèce de tardigrades de la famille des Halechiniscidae. 

## Distribution
Cette espèce est endémique de l'archipel Nansei au Japon. Elle se rencontre à Ie-jima dans une grotte sous-marine dans l'océan Pacifique.

## Publication originale
- Fujimoto, 2015 : Quisarctus yasumurai gen. et sp. Nov. (Arthrotardigrada: Halechiniscidae) from a submarine cave, off Iejima, Ryukyu Islands, Japan. Zootaxa, no 3948(1), p. 145-150.